# Bodman-Ludwigshafen
Bodman-Ludwigshafen là một thị xã nằm ở huyện Konstanz, thuộc bang Baden-Württemberg, Đức.